# Pranchita
Pranchita ist ein brasilianisches Munizip im Südwesten des Bundesstaats Paraná an der argentinischen Grenze. Es hat 5.737 Einwohner (2022), die sich Pranchitaner nennen. Seine Fläche beträgt 226 km². Es liegt 531 Meter über dem Meeresspiegel.

## Etymologie
Pranchita trug als ersten Namen Rio Claro. Frühe Einwohner erzählen, dass der Gründer Don Lucca aus Paraguay die Orte, die er bewohnte, gerne nach seinen Kindern benannte. So stammt der Name Pranchita vom Namen einer seiner Töchter, die Planchita hieß.

## Geschichte

### Besiedlung
Die ersten Bewohner der Region von Pranchita und Santo Antônio do Sudoeste waren zwei Paraguayer, Lucca Ferreira und João Romero, die 1902 ankamen. Sie pflückten Herva-Mate, das zu den wichtigsten Reichtümern der Region gehörte. Da es keine Straßen gab, legten sie Pfade in den Wäldern an und benutzten Lasttiere für ihre Transporte.
Später kamen die Familien der Brasilianer Antonio Colla (1925), Gregório Ferreira (1934), Leonardo Canzi und Júlio Giongo (1938) hinzu. Letzterer brachte auf Eselsrücken Maschinen, um das erste Sägewerk zu errichten, das noch heute existiert.
Alle Familien waren mit vielen Schwierigkeiten konfrontiert. Sie brauchten Tage, um den Ort zu erreichen, da die Wege schlecht waren und es keine Transportmittel gab.
Persönliche Gegenstände wurden auf dem Rücken von Eseln oder Pferden transportiert, und manchmal musste man kampieren und an regnerischen Tagen unterwegs Zelte aufschlagen. Die letzten Umzüge wurden mit Leiterwagen und kohlebetriebenen Lastwagen durchgeführt. Die Familien, die sich in diesem Ort niederließen, waren meist italienischer Herkunft und kamen aus Rio Grande do Sul und Santa Catarina.

### Erhebung zum Munizip
Pranchita wurde durch Volksabstimmung vom 13. Dezember 1981 aus Santo Antônio do Sudoeste ausgegliedert und in den Rang eines Munizips erhoben. Es wurde am 11. Mai 1982 als Munizip installiert.

## Geografie

### Fläche und Lage
Pranchita liegt auf dem Terceiro Planalto Paranaense (der Dritten oder Guarapuava-Hochebene von Paraná). Seine Fläche beträgt 226 km². Es liegt auf einer Höhe von 531 Metern.

### Vegetation
Das Biom von Pranchita ist Mata Atlântica.

### Klima
Das Klima ist gemäßigt warm. Es werden hohe Niederschlagsmengen verzeichnet (2055 mm pro Jahr). Im Jahresdurchschnitt liegt die Temperatur bei 20,2 °C. Die Klimaklassifikation nach Köppen und Geiger lautet Cfa.

### Gewässer
Pranchita liegt im Einzugsgebiet des Iguaçu. Der Rio Santo Antônio bildet die westliche Grenze des Munizips zu Argentinien. Im Südosten fließt der Rio Waldomeira bis zu seiner Mündung in den Rio Capanema entlang der Munizipgrenze. Dieser begrenzt das Munizip im Osten.

### Straßen
Pranchita liegt an der BR-163. Diese führt im Norden über Cascavel und Toledo nach Guaíra, im Süden durch den Westen Santa Catarinas nach Rio Grande do Sul.

### Nachbarmunizipien
|                                | Pérola d’Oeste                              | Bela Vista da Caroba |
| Provinz Misiones (Argentinien) | Kompassrose, die auf Nachbargemeinden zeigt | Ampére               |
|                                | Santo Antônio do Sudoeste                   |                      |

## Stadtverwaltung
Bürgermeister: Eloir Nelson Lange, PL (2021–2024)
Vizebürgermeisterin: Iva Magnani, MDB (2021–2024)

## Demografie

### Bevölkerungsentwicklung
| Jahr | Einwohner | Stadt | Land |
| ---- | --------- | ----- | ---- |
| 1991 | 8.604     | 30 %  | 70 % |
| 2000 | 6.260     | 50 %  | 50 % |
| 2010 | 5.628     | 64 %  | 36 % |
| 2022 | 5.737     |       |      |

Quelle: IBGE, bis 2010: Volkszählungen und Volkszählung 2022

### Ethnische Zusammensetzung
| Gruppe * | 1991    | 2000    | 2010    | wer sich als …                                                                   |
| --- | ------- | ------- | ------- | -------------------------------------------------------------------------------- |
| Weiße | 73,8 %  | 86,8 %  | 76,7 %  | weiß bezeichnet                                                                  |
| Schwarze | 2,4 %   | 3,5 %   | 1,7 %   | schwarz bezeichnet                                                               |
| Gelbe | 0,0 %   | 0,0 %   | 0,4 %   | von fernöstlicher Herkunft wie japanisch, chinesisch, koreanisch etc. bezeichnet |
| Braune | 23,7 %  | 9,5 %   | 21,2 %  | braun oder als Mischung aus mehreren Gruppen bezeichnet                          |
| Indigene | 0,0 %   | 0,0 %   | 0,0 %   | Ureinwohner oder Indio bezeichnet                                                |
| ohne Angabe | 0,1 %   | 0,2 %   | 0,0 %   |                                                                                  |
| Gesamt | 100,0 % | 100,0 % | 100,0 % |                                                                                  |
| *) Das IBGE verwendet für Volkszählungen ausschließlich diese fünf Gruppen. Es verzichtet bewusst auf Erläuterungen. Die Zugehörigkeit wird vom Einwohner selbst festgelegt. |         |         |         |                                                                                  |

Quelle: IBGE (Stand: 1991, 2000 und 2010)

## Kultur und Sehenswürdigkeiten

### Kirchenglocke
Im Jahr 1948 wurde eine kleine Holzkapelle für die katholische Gemeinde gebaut, in der am 17. Juli 1950 das erste Fest der Muttergottes vom Karmel gefeiert wurde. Am 10. Dezember desselben Jahres wurde die erste Glocke der Kirche installiert. Einige Zeugen berichten, dass die Glocke den ganzen Tag läutete, um ihre Ankunft anzukündigen, und dass sie bis heute die glücklichen und traurigen Momente der Gemeinde ankündigt.

### Feste
Einige der traditionelleren Feste finden jährlich unter großer Beteiligung der Bevölkerung statt, wie z. B. das Fest Unserer Lieben Frau vom Karmel, das Fest der Schutzheiligen der Gemeinden und die Festas Junias (Mittsommerfeste) zwischen dem 13. Juni (St. Anton) und dem 29. Juni (St. Peter).
Freizeit- und Kulturveranstaltungen werden vom Pfarrgemeinderat, den Landgemeinden, der Stadtverwaltung und anderen Einrichtungen organisiert und gefördert.

## Wirtschaft

### Landwirtschaft
Das Einkommen der Gemeinde stammt im Wesentlichen aus der Landwirtschaft. Es handelt sich überwiegend um kleinere Grundstücke mit bis zu fünfzig Hektar. Zu den wichtigsten landwirtschaftlichen Erzeugnissen gehören Mais, Soja, Weizen, Bohnen und Tabak. In der Tierhaltung überwiegen Rinder, Schweine und Geflügel.

### Gewerbe
Die in der Gemeinde vorherrschenden Gewerbe sind Keramik, Metallurgie und Sägewerke. Es gibt 13 Industriebetriebe, 78 Einzelhandelsgeschäfte, 54 Dienstleistungsbetriebe und einen Großhandel.

### Kunsthandwerk
Auch das Kunsthandwerk hat sich in der Gemeinde entwickelt. Es basiert auf Naturfasern, Stickereien, Häkelarbeiten, Malerei auf Stoff, Glas und Leinwand.

### Kennzahlen
Mit einem Bruttoinlandsprodukt pro Einwohner von 38.984,45 R$ (rund 8.700 €) belegte Pranchita 2019 den 244. Platz der 399 Munizipien Paranás.
Sein hoher Index der menschlichen Entwicklung von 0,752 (2010) setzte es auf den 27. Rang der paranaischen Munizipien.